# Logor Lapušnik
Logor Lapušnik ili logor Llapušnik bio je sabirni logor u blizini Glogovca u središnjem Kosovu kojeg je vodila Oslobodilačka vojska Kosova (OVK) od svibnja do srpnja 1998. tijekom rata na Kosovu kako bi držala zarobljene srpske zatvorenike. Informacije o logoru su oskudne, no prema dokazima se procjenjuje da je logor imao najmanje 35 zatvorenika, od kojih je barem 23 poginulo.
Međunarodni sud za ratne zločine počinjene na području bivše Jugoslavije u optužnici je optužio da su Fatmir Limaj, Haradin Bala, Isak Musliu i Agim Murtezi u logor zatvorili Srbe i Albance koji su odbijali surađivati s OVK iz općina Štimlje, Glogovac i Lipanj. Tamo su ih tukli, maltretirali i psihički zlostavljali, dok je hrana bila oskudna a higijenska ili zdravstvena skrb nedovoljna. Nakon što su srpske snage ponovno zauzele to područje 25. srpnja 1998., Bala i Murtezi su napustili lokaciju te zajedno s 22 zatvorenika pobjegli do planina Beriša. Na svojem putu, susreli su se s Limajom. Bala je potom oslobodio devet zarobljenika i pustio ih da pobjegnu, dok je ostalih 13 odvedeno u šumu. Tamo su Bala i nepoznati OVK vojnik ubili njih 11.
U presudi suda 2005., Musliu i Limaj su oslobođeni svih optužbi, no Bala je kao stražar i nadzornik logora osuđen za mučenje, okrutne radnje i ubojstvo na zatvorsku kaznu od 13 godina.

## Vanjske poveznice
- Započelo suđenje kosovskim Albancima (BBC)
- Presude o slučaju Vukovar i logora na Kosovu (Teheran Times)